# Voda, čo ma drží nad vodou
Voda, čo ma drží nad vodou je česko-slovenský film z roku 2019 od režiséra Tomáše Magnuska.
Film vypráví příběh slovenského spisovatele Jozefa Urbana, který napsal stejnojmennou píseň pro skupinu Elán a krátce po složení textu zemřel při autonehodě.

## Děj
Jozef Urban (Roman Pomajbo) přichází do hospody k Cháronovi (Robo Roth) a nad pivem si vypráví o životě. Urban vypráví o své básnické kariéře, o slovenském spisovatelském spolku, kamarádech, svatbě se svou ženou Ivanou (Andrea Kerestešová) a o smrti.

## Obsazení a postavy
| Roman Pomajbo      | Jozef Urban    |
| Andrea Kerestešová | Ivana          |
| Tomáš Magnusek     | Tóno           |
| Jan Kanyza         | Dušan Daniš    |
| Martin Dejdar      | Juraj Kuniak   |
| Miloslav Mejzlík   | Ľubomír Feldek |
| Lukáš Latinák      | Jaro           |
| Jiří Wohanka       | Vojto          |
| Oľga Záblacká      | redaktorka     |
| Svatopluk Skopal   | otec Urbana    |
| Zdenka Procházková | babička        |
| Jaroslav Kepka     | dědeček        |

## Recenze
- Juraj Kovalčík, Cinemaview.sk [1]

- Michal Korec, Kinema.sk [2]